# StEG II 860–921
| StEG II 860–921 / StEG IVm / MÁV TIIIb / StEG 32 / MÁV 350 / kkStB 166 / BBÖ 166 / ČSD 334.5 | StEG II 860–921 / StEG IVm / MÁV TIIIb / StEG 32 / MÁV 350 / kkStB 166 / BBÖ 166 / ČSD 334.5                                                                           | StEG II 860–921 / StEG IVm / MÁV TIIIb / StEG 32 / MÁV 350 / kkStB 166 / BBÖ 166 / ČSD 334.5                                                                           |
| -------------------------------------------------------------------------------------------- | --- | --- |
|                                                                                              | | |
| Technische Daten                                                                             | | |
| Nummerierung:                                                                                | StEG IVm 860–921 StEG 3201–3240 MÁV TIIIb 3221–3242 MÁV TIIIb 3921–3942 MÁV TIIIb 3977–3998 MÁV 350,001–022 kkStB 166.01–40 BBÖ 166.01–40 (mit Lücken) ČSD 334.501–516 | StEG IVm 860–921 StEG 3201–3240 MÁV TIIIb 3221–3242 MÁV TIIIb 3921–3942 MÁV TIIIb 3977–3998 MÁV 350,001–022 kkStB 166.01–40 BBÖ 166.01–40 (mit Lücken) ČSD 334.501–516 |
| Anzahl:                                                                                      | StEG: 62 MÁV: 22 (von StEG) kkStB: 40 (von StEG) BBÖ: 23 ČSD: 16 | StEG: 62 MÁV: 22 (von StEG) kkStB: 40 (von StEG) BBÖ: 23 ČSD: 16 |
| Hersteller:                                                                                  | StEG | StEG |
| Baujahr(e):                                                                                  | 1881–1892 | 1881–1892 |
| Ausmusterung:                                                                                | BBÖ: 1932 ČSD: 1961 | BBÖ: 1932 ČSD: 1961 |
|                                                                                              | sonst | StEG 3228 kkStB 166.28 |
| Bauart:                                                                                      | C n2t | C n2t |
| Zylinderdurchmesser:                                                                         | 450 mm | 450 mm |
| Kolbenhub:                                                                                   | 650 mm | 650 mm |
| Treibraddurchmesser:                                                                         | 1.440 mm | 1.440 mm |
| Fester Radstand:                                                                             | 1.720 mm | 1.720 mm |
| Gesamtradstand:                                                                              | 3.600 mm | 3.600 mm |
| Anzahl der Heizrohre:                                                                        | 146 | 134 |
| Rohrheizfläche:                                                                              | 83,5 m² | 76,6 m² |
| Strahlungsheizfläche:                                                                        | 6,8 m² | 6,5 m² |
| Rostfläche:                                                                                  | 1,47 m² | 1,49 m² |
| Kesselüberdruck:                                                                             | 9 | 9 |
| Leermasse:                                                                                   | 30,3 t | 30,3 t |
| Reibungsmasse:                                                                               | 38,2 t | 38,2 t |
| Dienstmasse:t                                                                                | 41,0 t | 41,0 t |
| Wasser:                                                                                      | 5,0 m³ | 5,0 m³ |
| Kohle:                                                                                       | 1,7 m³ | 1,7 m³ |
| Höchstgeschwindigkeit:                                                                       | 60 km/h | 60 km/h |

Die Dampflokomotivreihe StEG II 860–921 bildeten eine Tenderlokomotivreihe der Staats-Eisenbahn-Gesellschaft (StEG), einer privaten Eisenbahngesellschaft Österreich-Ungarns.
Die 62 Maschinen wurden von der Lokomotivfabrik der StEG von 1881 bis 1892 geliefert.
Sie hatte Innenrahmen und Außensteuerung und wurden zunächst als Kategorie IVm, ab 1897 als Reihe 32 bezeichnet.
Die StEG 3228 (kkStB 166.28) hatte einen etwas anderen Kessel als die restlichen Maschinen dieser Reihe (vgl. Tabelle).
Bei der Verstaatlichung der ungarischen Strecken der StEG 1891 kamen 22 Stück als TIIIb 3221–3242 zur MÁV (später MÁV TIIIb 3921–3942, MÁV TIIIb 3977–3998), die sie ab 1911 der Reihe 350 zuordnete.
Nach der Verstaatlichung der österreichischen Strecken 1909 ordnete die kkStB 40 Exemplare als Reihe 166 ein.
Nach dem Ersten Weltkrieg verblieben 23 Exemplare bei der BBÖ, die sie bis 1932 ausmusterte.
Die ČSD bekam 16 Stück, die sie als Reihe 334.5 einreihte.
Die letzte Maschine musterte die ČSD erst 1961 aus.